# Pedro Manuel Alcolado Menéndez
Pedro Manuel Alcolado Menéndez (Guantánamo, Cuba, 7 de mayo de 1948 - Reparto Flores, La Habana, 16 de junio de 2017) fue un científico cubano que aportó información relevante sobre las ciencias marinas de Cuba y el Caribe.

## Trayectoria
Estudió biología en la Facultad de Biología de la Universidad de La Habana. Obtuvo el título de Doctor en Ciencias Biológicas el 18 de junio de 1980 por el Instituto de Zoología de Leningrado en la antigua Unión Soviética.
Desde los inicios de su carrera, generó conocimientos sobre la ecología y conservación de los arrecifes coralinos laborando en el Instituto de Oceanología de Cuba, institución donde realizó toda su obra académica. Sus primeras publicaciones ocurrieron en 1976, y estuvieron enfocadas en varios aspectos biológicos del molusco Strombus gigas. Sin embargo, su pasión hacia los organismos bentónicos sésiles hizo que se dedicara a investigar y publicar principalmente sobre la ecología y taxonomía de esponjas, gorgonias y corales pétreos, y sobre aspectos de bioindicación ambiental. El legado de Pedro Alcolado para las ciencias marinas de Cuba y el mundo está en más de 190 publicaciones entre artículos científicos, libros, capítulos de libros y reportes técnicos con utilidad en temas de conservación marina. Lideró varios proyectos de investigación, fue gestor de la Red de Monitoreo de Voluntarios de Alerta Temprana en Arrecifes Coralinos de Cuba, y participó en el Programa Iberoamericano de Ciencia y Tecnología (CYTED) fungiendo como jefe del grupo de Cuba en las redes creadas y gestadas en el Instituto de Oceanología, “Evaluación integral de la biodiversidad en los ecosistemas marinos y costeros de Cuba” (BIODIVMAR 2010-2013) y “Adaptación Basada en Ecosistemas para la gestión sostenible de los recursos marinos y costeros del Caribe” (CARIbero S.O.S. 2014-2017).
Su labor también abarcó la formación de recursos humanos a través de cursos de pregrado, posgrado e intercambio académico en más de cien ponencias en eventos científicos. Su carrera ha sido reconocida a través de varios premios entre los que se destaca, en el año 2012, el Premio Nacional de Ciencias del Mar por la obra de toda la vida que otorga el Comité Oceanográfico Nacional de Cuba.
El día 16 de junio de 2017 a la edad de 69 años falleció en el Reparto Flores, municipio Playa en La Habana.

## Premios y reconocimientos
- Premio Nacional de Ciencias del Mar por el Comité Oceanográfico Nacional de Cuba
- Medalla Carlos J. Finley, 1997